# ВЕС Нові Став I, II
ВЕС Нові Став І, ІІ – вітрова електростанція у Польщі в Поморському воєводстві.
Майданчик для станції обрали на північ від міста Мальборк. Тут у 2012-2013 роках кількома чергами ввели в експлуатацію ВЕС у складі 22 вітрових турбін німецької компанії Senvion типу MM92/2050 із одиничною потужністю 2,05 МВт. Діаметр їх ротору складає 92 метри, висота башти – 100 метрів.
В 2015 році потужності розширили на 28 МВт (Нові Став ІІ). Для цього встановили 14 вітрових турбін Senvion типу MM100 із одиничною потужністю 2 МВт. Діаметр їх ротору та висота башти складають 100 метрів.